# 1695
1695. је била проста година.

## Догађаји

### Септембар
- 25. септембар — Битка код Лугоша

## Смрти

### Јул
- 8. јул — Кристијан Хајгенс, холандски физичар